# Dúnchad mac Cinn Fáelad
Dúnchad mac Cinn Fáelad (mort le 24 mars 717) ecclésiastique irlandais qui fut abbé d'Iona de 706 à 717 .

## Origine
Dúnchad mac Cinn Fáelad, également nommé Dunichad, Duncad, et en latin Donatus est le fils de  Cenn Fáelad, et le petit fils  Máel Coba, du Cenél Conaill . Ses prédécesseurs comme abbés  depuis
Colomba d'Iona lui-même étaient également des membres des Uí Néill du Cenél Conaill, mais comme Colomban et Adomanan,  ils appartenaient à des lignées cadettes alors que Dúnchad est issu de la  dynastie  régnante, petit-fils d'un Ard ri Erenn et neveu de deux autres, Cellach et Conall.

## Biographie
Il est d'abord abbé de  Killochuir sur la côte sud est de l'Ulster (peut-être Killough, dans le comté de  Down). Il devient ensuite abbé d'Iona, bien que les circonstances de sa nomination restent floues. Les  Annales d'Ulster le mentionne en charge en 706; mais Conamail mac Faílbi est abbé d'Iona de 704 à 710. Il est possible que Dunchad lui soit imposé comme coadjuteur (ou principatum tenuit). Lui même semble avoir été élu en opposition avec l'abbé Conamail, comme Dorbbéne en 713 et Fáelchú en 716 paraissent  avoir été opposés à Dúnchad. Ces nominations suggèrent qu'il a été nommé dans le cadre des luttes de pouvoir dans la communauté d'Iona entre les tenants du christianisme celtique et ceux des pratiques romaines en matière de datation de Pâques et de tonsure. Il a aussi été avancé que ces nominations concernaient des coadjuteurs, ou des prieurs, ou même des évêques d'Iona
C'est toutefois sous son épiscopat que l'accord final sur le calcul de la date de Pâques s'impose à Iona sur les instances d'Ecgberht, un ecclésiastique anglo-saxon éduqué en Irlande qui réussit à convaincre la communauté d'Iona d'abandonner ses pratiques celtiques. L'année de mort de Dúnchad, le roi des Pictes Nechtan mac Der Ilei, expulse le clergé d'Iona de son royaume.

## Article lié
- Abbaye d'Iona

## Liens
- Notices dans des dictionnaires ou encyclopédies généralistes :   - Dictionary of Irish Biography
  - Oxford Dictionary of National Biography
- Notices d'autorité :   - VIAF
  - ISNI
  - IdRef